# قطعنامه ۲۰۴۷ شورای امنیت
قطعنامهٔ ۲۰۴۷ شورای امنیت سازمان ملل متحد سندی بین‌المللی دربارهٔ گزارش دبیر کل در مورد سودان است. این قطعنامه طی نشست شورای امنیت سازمان ملل متحد در تاریخ ۱۷ مه ۲۰۱۲ میلادی با ۱۵ رأی موافق، ۰ مخالف و ۰ ممتنع به تصویب رسید.